# Legacy of Evil
Legacy of Evil è il sesto album della symphonic black metal band norvegese Limbonic Art, registrato nel 2007 presso i MOF Studios da Morfeus e masterizzato da Tom Kvalsvoll allo Strype Audio. Tutti i testi sono scritti da Morfeus.

## Tracce
1. A Cosmic Funeral of Memories – 7:39
2. A Void of Lifeless Dreams – 4:51
3. Grace by Torments – 5:20
4. Infernal Phantom Kingdom – 5:30
5. Legacy of Evil – 5:37
6. Lycanthropic Tales – 6:44
7. Nebulous Dawn – 4:42
8. Seven Doors of Death – 7:07
9. Twilight Omen – 7:22
10. Unleashed From Hell – 4:14

## Formazione
- Morfeus - voce, chitarra e basso
- Daemon - chitarra, tastiere, voce secondaria